# The 'Nam
The 'Nam fue una serie de historietas bélicas que detallaba la guerra de Estados Unidos en Vietnam desde la perspectiva de los soldados en servicio activo involucrados en el conflicto. Fue escrita por Doug Murray, inicialmente ilustrada por Michael Golden, editada por Larry Hama y publicada por Marvel Comics durante siete años desde 1986 hasta 1993. Originalmente tenía por objeto establecer un paralelo aproximado con los acontecimientos análogos del período de gran participación militar estadounidense en Vietnam entre 1965 y 1973.

## Trama
La historieta está estructurada en torno a la narración de un soldado ficticio, el soldado de primera clase Edward Marks (aunque a veces sigue a otros personajes), mientras experimenta hechos reales que ocurrieron durante el conflicto. Cada número de la historieta ocurre un mes después del número anterior, detallando los eventos que ocurrieron aproximadamente 20 años antes de la fecha de publicación.
Los eventos representados son a veces famosos, como la Ofensiva Tet de 1968, y a veces más personales, como los que representan la interacción entre soldados o entre soldados y la población local de Vietnam, o entre soldados y sus familias, amigos y otras personas en los Estados Unidos.
Algunas de las historias son típicas de las historietas bélicas de cualquier época, como la interacción con un oficial insensible o descripciones del combate, mientras que otras son exclusivas de Vietnam, como la experiencia de los soldados de permiso que llevan la carga personal de la animosidad de los civiles opuestos a la guerra. El número 8 presentó al personaje de Frank Verzyl, la rata de túnel, que apareció de nuevo brevemente en el número 26.

## Historial de publicaciones
El veterano de la guerra de Vietnam, Larry Hama, se puso en contacto con su compañero también veterano Doug Murray en 1984 para hacer una serie sobre la guerra de Vietnam para su revista en blanco y negro, Savage Tales (vol. 2). Hama se asoció con Murray y con el artista Michael Golden, y juntos crearon The 5th of the 1st, que fue bien recibido. En 1986, el editor en jefe de Marvel Comics, Jim Shooter, se acercó a Hama con una maqueta de la portada de una historieta que era, como recuerda Hama, «una copia en color de la ilustración de una portada de GI Joe, una que mostraba a un soldado de infantería con pintura facial de camuflaje mirando a través del denso follaje de la jungla. Habían pegado un logotipo sobre la ilustración que decía: THE 'NAM». Shooter le dijo a Hama que creara un libro para acompañar la portada y que lo produjera. Hama sugirió que Murray elaborara una propuesta para una historia regular sobre la guerra de Vietnam.
Golden planeaba trabajar en Batman para DC Comics cuando Hama le propuso el concepto de la historieta. Golden se había cansado de dibujar superhéroes y estaba buscando hacer algo diferente: «Siendo parte de esa generación, quería hacer esto». Murray se sorprendió cuando Shooter dio luz verde a la serie, aunque imaginó que sería porque «quería probar diferentes experimentos en diferentes subgéneros». Incluso entonces, Murray pensó que no podría durar más de 12 números, pero se vendió bastante bien, y el primer número superó a X-Men el mes en que salió.
Murray quería trabajar en una serie aprobada por Código de los Cómics para llegar a un público más amplio. Dijo: «Quería una manera de al menos contar una parte de la historia a los niños y tal vez hacer que otras personas también hablaran de ella». Sin embargo, debido al Código, no pudo abordar cuestiones como el consumo de drogas o incluir palabrotas. Hama y Murray querían ignorar la política y centrarse en la guerra desde el punto de vista del soldado de infantería medio. Murray dijo que la historieta era «una visión bastante precisa de la forma en que el soldado promedio veía la guerra. Estaba fuera de la experiencia ordinaria. El mundo estaba en otra parte».
Murray decidió hacer la historieta en tiempo real para que un número equivaliera a un mes, con el fin de transmitir el concepto de corto plazo. Dijo: «Literalmente, todos tenían un calendario que registraba cuánto tiempo tenían que estar en el país. Realmente quería una forma de reflejar eso en la historieta». Las acciones del 23.º Regimiento de Infantería se basaron en hechos reales. Esto no significaba que estuvieran presentes en todas las acciones descritas en el libro, solo que ese evento histórico realmente ocurrió. Además, cada número incluía un glosario al final del libro que explicaba la jerga auténtica de los personajes.
Se produjeron muchos cambios en la serie después de los primeros 12 números. Se abandonó el uso de papel de periódico en favor de un papel más pulido con mayor intensidad de color. El artista Michael Golden también fue reemplazado. Murray se fue cuando se produjeron cambios en las políticas editoriales. Don Daley se hizo cargo y quiso incluir superhéroes y no continuar la serie en tiempo real. Si hubiera continuado con el libro, Murray quería que el personaje principal del primer año, Ed Marks, regresara a Vietnam como reportero y tratara el tema del Agente Naranja.
De 1988 a 1989, Marvel publicó diez números de The 'Nam Magazine, que reimprimió en blanco y negro los primeros veinte números de la historieta en papel en tamaño de revista.
Don Lomax, veterano de Vietnam, creador del título independiente Vietnam Journal, se hizo cargo de la redacción de The 'Nam a principios de la década de 1990. La caída en las ventas llevó a Marvel a colocar al entonces popular personaje Punisher en varias apariciones especiales en The 'Nam durante este período. Después de la conclusión de la serie, se publicó una especie de epílogo en forma de número especial de Punisher titulado The Punisher in the 'Nam: Final Invasion, que incluía los números no publicados 85 y 86.
El personaje Michael «Ice» Phillips volvería a aparecer en The Punisher War Journal, vol. 1, núm. 52-53, y The Punisher War Zone, vol. 1, núm. 27-30.

## Premios
Durante su publicación, The 'Nam fue nominada en la categoría de Mejor Serie Nueva de los premios Jack Kirby de 1987.

## Recepción
El veterano de los marines y exeditor de Newsweek, William Broyles, Jr., elogió la historieta por tener «una cierta realidad cruda», aunque Jan Scruggs, presidente del Fondo Conmemorativo de los Veteranos de Vietnam, cuestionó si la guerra de Vietnam debería ser el tema de una historieta y si pudiera trivializarla. La Organización Bravo, un grupo notable de veteranos de Vietnam, elogió la publicación como «la mejor representación mediática de la guerra de Vietnam», superando a Platoon de Oliver Stone.

## Ediciones recopilatorias
- Volume 1 (recopila The 'Nam, núm. 1-4), 1987, 96 pp. ISBN 0-87135-284-2
- Volume 2 (recopila The 'Nam, núm. 5-8), 1988, 96 pp. ISBN 0-87135-352-0
- Volume 3 (recopila The 'Nam, núm. 9-12), 1989, 96 pp. ISBN 0-87135-543-4
- The 'Nam (recopila The 'Nam, núm. 1-4), Marvel's Finest, 1999, 96 pp. ISBN 0-7851-0718-5
- The 'Nam (recopila The 'Nam, núm. 1-10), 2009, 248 pp. ISBN 978-0-7851-3750-4
- The 'Nam (recopila The 'Nam, núm. 11-20), 2010, 240 pp. ISBN 978-0-7851-4957-6
- The 'Nam (recopila The 'Nam, núm. 21-30 e historias cortas de Savage Tales, vol. 2, núm. 1 y 4), 2011, 248 pp. ISBN 978-0-7851-5898-1

## Ediciones en español
- The 'Nam: Primera patrulla. Barcelona: Panini Comics, 2011. Serie The 'Nam, núm. 1. Contiene los números de The 'Nam del 1 al 10. ISBN 978-8-4988-5833-4
- The 'Nam: Campo de batalla. Barcelona: Panini Comics, 2011. Serie The 'Nam, núm. 2. Contiene los números de The 'Nam del 11 al 20. ISBN 978-8-4988-5879-2
- The 'Nam: Hermanos de sangre. Barcelona: Panini Comics, 2012. Serie The 'Nam, núm. 3. Contiene los números de The 'Nam del 21 al 30, y los números 1 y 4 de Savage Tales. ISBN 978-8-4988-5952-2